# 須釜村
須釜村（すがまむら）は福島県石川郡にかつて存在した村である。

## 地理
- 現在の玉川村の東部に位置する。
- 村域のほとんどは山がちな地形である。

## 歴史

### 村域の変遷
- 1889年（明治22年）4月1日 - 町村制施行により、南須釜村・北須釜村・吉村・山小屋村・山新田村・四辻新田村が合併し石川郡須釜村が発足。
- 1955年（昭和30年）3月31日 - 泉村と合併し玉川村が発足。同日須釜村廃止。

変遷表
| 1868年 以前 | 1868年 以前 | 明治22年 4月1日 | 昭和29年 7月15日 | 現在   |
| ----------- | ----------- | --------------- | ---------------- | ------ |
|             | 南須釜村    | 須釜村          | 玉川村           | 玉川村 |
|             | 北須釜村    | 須釜村          | 玉川村           | 玉川村 |
|             | 吉村        | 須釜村          | 玉川村           | 玉川村 |
|             | 山小屋村    | 須釜村          | 玉川村           | 玉川村 |
|             | 山新田村    | 須釜村          | 玉川村           | 玉川村 |
|             | 四辻新田村  | 須釜村          | 玉川村           | 玉川村 |

## 大字
- 南須釜（きたすがま）
- 北須釜（みなみすがま）
- 吉（よし）
- 山小屋（やまごや）
- 山新田（やましんでん）
- 四辻新田（よっつじしんでん）

## 人口・世帯

### 人口
総数 [単位： 人]
| 1889年（明治22年） | 2,020 |
| 1920年（大正 9年） | 2,893 |
| 1935年（昭和10年） | 3,225 |
| 1947年（昭和22年） | 3,829 |

### 世帯
総数 [単位： 世帯]
| 1920年（大正 9年） | 536 |
| 1935年（昭和10年） | 549 |
| 1947年（昭和22年） | 913 |